# Erdész Zsuzsa
Erdész Zsuzsa (Budapest, 1933. február 9. – 2006. november 2.) opera-énekesnő, koloratúrszoprán.

## Pályája
1955-ben szerzett operaénekesi diplomát a Zeneművészeti Főiskolán, Molnár C. Pálné növendékeként. 1956. február 9-én vendégként mutatkozott be az Operaházban, Lammermoori Lucia címszerepében. A következő évadban már a színház ösztöndíjasaként lépett fel. 1957. szeptember 1-jétől lett magánénekes.
Tagságának első évében a Lakmé címszerepében is fellépett. 1965-ben hazánkba látogatott a világhírű olasz opera-énekesnő Toti dal Monte, aki látta az ifjú énekesnőt A titkos házasság címszerepében. Annyira megtetszett Erdész Zsuzsa hangja, hogy magyarországi tartózkodása alatt minden nap találkoztak, korrepetálta, s több szerepében is megnézte.
(Blondeként, partnerek: Bartha Alfonz, Ágay Karola-Lehoczki Éva-Gábor Artemisz, Kishegyi Árpád.
Oszkárként, Dobránszky Zsuzsa - Déry Gabriella. Serafina (Csengő), partner: Birkás Lilian)

## Fontosabb szerepei
- Donizetti: Lammermoori Lucia (címszerep),
- Verdi: Rigoletto (Gilda),
- Richard Strauss: Ariadne Naxos szigetén (Zerbinetta),
- Rossini: A sevillai borbély (Rosina),
- Donizetti: Szerelmi bájital (Adina),
- Donizetti: A csengő (Serafina),
- Delibes: Lakmé (címszerep),
- Verdi: Falstaff (Annuska),
- Mozart: Don Giovanni (Zerlina),
- Offenbach: Hoffmann meséi (Olympia),
- Erkel: Hunyadi László (Gara Mária),
- Johann Strauss: A denevér (Adél),
- Mozart: Szöktetés a szerájból (Blonde),
- Kacsóh Pongrác: János vitéz (Francia királykisasszony),
- Verdi: Az álarcosbál (Oszkár),
- Beethoven: Fidelio (Marzellina),
- Mozart: Figaro házassága (Barbarina)

Erdész Zsuzsa, aki 23 éven keresztül (nyugdíjazásáig), gyönyörködtette a közönséget egyedülállóan szép koloratúrszoprán hangjával, szubrett szerepkörben kitűnően érvényesült kiváló színészi képességével, és jó humorával.
Több jelentős külföldi eseményen is fellépett, többször egyedüliként képviselve hazánkat.
Fellépett a Tiranai Operában a Rigoletto Gildájaként. Magyarországot képviselte Albániában nemzeti ünnepükön az ország felszabadulásának 15. évfordulóján, Azerbajdzsánban[forrás?], Csehszlovákiában nagyszabású gála-műsorban lépett fel, továbbá párizsi meghívásra fellépett a francia rádióban Farkas Ferenc megzenésített verseinek bemutatásával Krasznai János zongorakísérete mellett.

## Osztálytársai a Zeneakadémián
- Bartha Alfonz
- Bende Zsolt
- Berdál Valéria
- Gábor Artemisz
- Hankiss Ilona
- Lehoczky Éva